# Miss You (Aaliyah)
Miss You è una ballata R&B della cantante statunitense scomparsa Aaliyah, scritta da Johntá Austin e prodotta da Teddy Bishop originariamente per il terzo album in studio della cantante, Aaliyah. Successivamente la canzone è stata inserita come inedito nell'album postumo I Care 4 U, ed è stata pubblicata come primo singolo ufficiale tratto dall'album nel novembre del 2002 in Nord America, nell'inverno del 2003 in Eurasia. Il singolo ha raggiunto la posizione numero 1 della Billboard Hot R&B/Hip-Hop Songs e perfino la numero 3 della Billboard Hot 100; la canzone ha raggiunto posizioni alte in molti paesi del mondo, diventando uno dei brani di maggior successo della cantante sia in patria che all'estero.

## Composizione e testo
Miss You è un brano molto diverso dalle tracce registrate per l'album Aaliyah, e per questo probabilmente non è stato inserito in quel disco. Si tratta di una ballata soffice accompagnata da una chitarra acustica per tutto il pezzo, e si differenzia dalle ballate classiche per cui Aaliyah era diventata famosa, essendo più semplice. Il pezzo si è rivelato essere perfetto come primo singolo dell'album, grazie al titolo "Miss You", che significa "Mi Manchi", e che quindi allude al vuoto lasciato dalla scomparsa dell'artista. Il testo della canzone è raccontato in prima persona dalla protagonista, che dichiara di sentire la mancanza del suo compagno in maniera disperata, il quale ha lasciato il liceo per andare al college. La cantante sa che il ragazzo deve concentrarsi sulla sua nuova vita e non vuole metterlo al corrente della sua sofferenza, ma al tempo stesso ricorda tutti i giorni passati insieme e si chiede se a lui importi ancora di lei e con chi si trova in quel momento.

### Remix
Il remix ufficiale della canzone mantiene quasi intatta la struttura della canzone, e vede la partecipazione del rapper Jay-Z, amico della cantante, che ricorda i momenti più belli passati con la cantante e dichiara di sentirne la mancanza. Jay-Z ricorda quando andavano a mangiare insieme e che erano soliti dare nomi speciali ai piatti che mangiavano, e ricorda il piatto preferito di Aaliyah, la torta ai cereali. Ricorda il tempo passato insieme agli Hamptons e cerca di comunicare con la ragazza, dicendole che il suo ragazzo Damon Dash le vuole far sapere che sta bene, e che è sicuro che lei li sta guardando tutti dall'alto. Il rapper fa anche riferimento a un episodio in cui il dj statunitense Star fece una parodia radiofonica dell'incidente aereo in cui Aaliyah rimase uccisa, dicendo che si tratta solo di un pazzo e che non gli concederà mai un'intervista. Jay-Z dice di non aver mai visto un dolore pari a quello dei suoi genitori dopo la morte della loro figlia, e la ricorda come una persona intellettuale, professionale e come una star. Durante i ritornelli del pezzo il rapper cita tutte le città che sentono la mancanza della cantante: Brooklyn, New York, New Orleans, Chicago, Los Angeles ecc., oltre a tutte le persone care, dai familiari ai fans, agli amici come Kidada Jones, figlia di Quincy Jones. L'ultima strofa e l'outro della canzone sono dedicati anche alla memoria di altri artisti scomparsi come Tupac Shakur e Lisa "Left Eye" Lopes, e ai soldati caduti e alle vittime di guerra di tutto il mondo.

## Video
Il videoclip del singolo è stato diretto da Darren Grant (con cui la cantante aveva collaborato nel 1997 per The One I Gave My Heart To) ed è un coccodrillo e tributo allo stesso tempo, presentando immagini tratte da molti dei video della cantante e camei di moltissimi artisti facenti parte della comunità afroamericana: tra questi, sia amici e collaboratori dell'artista come Missy Elliott, sia personalità non strettamente legate alla cantante come Rosario Dawson. Gli artisti presenti nel video si sono divisi tra due set principali dove è stato girato, Long Island City (Missy Elliott, Lil' Kim, Tweet, Queen Latifah, Jaheim, Lyric, Lil' Jon and the Eastside Boyz, membri del Wu-Tang Clan, il presentatore tv Montel Williams, ecc.) e Los Angeles (Jamie Foxx, DMX, Quincy Jones e l'ex vj di MTV Ananda Lewis, ecc.), nel novembre del 2002. Gli artisti appaiono nel video mentre cantano il testo della canzone, usando vari gadget della cantante, tra cui poster, giacche e una moto.
I video di Aaliyah da cui sono state tratte le scene della cantante presenti in montaggio alternato a quelle dei camei sono:
- If Your Girl Only Knew
- One in a Million
- The One I Gave My Heart to
- Journey to the Past
- Are You That Somebody?
- Try Again
- Come Back in One Piece
- We Need a Resolution
- More Than a Woman
- Rock the Boat
- Where it at di Timbaland e Magoo
- la performance di Journey to the Past agli Oscar del 1998

Il video è stato presentato in anteprima mondiale su MTV TRL, ed è stato classificato al numero 23 tra i 100 video più popolari di BET del 2003. Miss You è stato il quarto video dell'artista a ricevere una nomination agli MTV Video Music Awards, ovvero nella categoria Best R&B Video, ma ha perso contro Crazy in Love di Beyoncé.

### Lista dei camei
- DMX
- Missy Elliott
- Jay-Z
- La-La
- Lil' Kim
- Tweet
- Jamie Foxx
- Queen Latifah
- Toni Braxton
- Tank
- Rosario Dawson
- U-God dei Wu-Tang Clan
- AJ Calloway
- Free
- Quddús
- Nick Cannon
- Playa
- Dallas Austin
- Big Tigger
- Ananda Lewis
- Elise Neal
- Lyfe Jennings
- Montel Williams
- Timbaland
- Jaheim
- Field Mob
- J. D. Williams
- Lil Jon & The East Side Boyz
- Quincy Jones
- Andre Royo
- Eric B. & Rakim
- Static Major

## Ricezione
Il singolo è entrato nella Billboard Hot 100 al numero 55 il 30 novembre 2002, e la settimana successiva era già in top40 al numero 38. Il brano ha raggiunto la sua posizione più alta al numero 3, diventando la terza canzone di Aaliyah a entrare in top5 e la seconda posizione più alta mai raggiunta dalla cantante nella Hot 100 dopo Try Again del 2000 (numero 1); il singolo ha passato nella classifica statunitense ben trentacinque settimane. Nelle classifiche R&B ha saputo fare di meglio, arrivando il 25 gennaio 2003 alla posizione numero 1, dove è rimasto per tre settimane consecutive, diventando il terzo singolo dell'artista a raggiungere la numero 1 di questa classifica. Il successo è stato tale che nelle classifiche di fine anno di Billboard dei 100 singoli di maggior successo del 2003, il singolo è stato classificato al numero 8 nella Hot 100 e al numero 3 nella Hot R&B/Hip hop Songs. In Canada il singolo è entrato in classifica il 15 maggio 2003 alla posizione numero 15, per poi raggiungere la sua posizione più alta al numero 14 il 21 giugno; il singolo è il terzo nella carriera dell'artista ad essere entrato nella top20 canadese.
Nel Regno Unito il singolo non è stato pubblicato.
Anche in Svizzera, come in Canada, Miss You è il terzo singolo della cantante ad essere entrato in top20: entrato in classifica al numero 47 il 26 gennaio, ha raggiunto la posizione numero 15 due settimane più tardi, passando 11 settimane in classifica. In Austria è stato il terzo singolo ad entrare in classifica, dove è arrivato al numero 29. Nelle classifiche dei Paesi Bassi Miss You si è rivelato un ulteriore successo per la cantante: dopo aver debuttato al numero 23 il 22 febbraio 2003, il 15 marzo il singolo è arrivato al numero 14, diventando il quarto singolo di Aaliyah ad entrare nella top20 olandese. In Germania è entrato alla posizione numero 8, diventando il secondo singolo della cantante ad entrare in top10, e la stessa posizione è stata raggiunta dal singolo nelle classifiche taiwanesi. Nella classifica asiatica stilata da MTV Miss You è riuscito ad arrivare al numero 1, proclamandosi come primo singolo postumo ad essere arrivato alla prima posizione in Asia.

## Classifiche
| Classifica (2003)                            | Posizione |
| -------------------------------------------- | --------- |
| Asia                                         | 1         |
| Austria                                      | 29        |
| Belgio (Fiandre)                             | 43        |
| Belgio (Vallonia)                            | 7         |
| Canada                                       | 14        |
| Danimarca                                    | 15        |
| Paesi Bassi                                  | 14        |
| Germania                                     | 8         |
| Svezia                                       | 40        |
| Svizzera                                     | 15        |
| Taiwan                                       | 8         |
| U.S. Billboard Hot 100                       | 3         |
| U.S. Billboard Hot 100 Airplay               | 3         |
| U.S. Billboard Hot Singles Sales             | 3         |
| U.S. Billboard Hot R&B/Hip-Hop Tracks        | 1         |
| U.S. Billboard Hot R&B/Hip-Hop Singles Sales | 1         |
| U.S. Billboard Hot R&B/Hip-Hop Airplay       | 1         |
| U.S. Billboard Rhythmic Top 40               | 8         |
| U.S. Billboard Top 40 Tracks                 | 8         |
| U.S. Billboard Top 40 Mainstream             | 10        |

## Tracce
CD 01
1. Miss You - 4:06
2. One in a Million - 4:31
3. At Your Best (You Are Love) - 4:39

CD 02
1. Miss You
2. Miss You (Remix) featuring Jay-Z
3. Miss You (video)